# Tim Ellis
Pour les articles homonymes, voir Ellis.
Tim Ellis est un ingénieur en aérospatiale américain et cofondateur et PDG de Relativity Space.

## Jeunesse et formation
Ellis a grandi à Plano, au Texas. Il est l'aîné de trois enfants.
Ellis a commencé ses études à l'Université de Californie du Sud, où il prévoyait d'obtenir son diplôme et d'être scénariste, et d'étudier dans le cadre du programme d'option thématique de l'USC. Cependant, au cours de son orientation de première année, il a changé sa majeure pour choisir le génie aérospatial. Ellis et l'autre cofondateur et CTO de Relativity, Jordan Noone, ont tous deux occupé des postes de direction au Rocket Propulsion Lab de l'USC. Avec le Rocket Propulsion Lab, Ellis et Noone ont aidé à lancer dans l'espace la première fusée conçue et construite par des étudiants.
Alors qu'il était à l'Université de Californie du Sud, Ellis a effectué trois stages consécutifs avec Blue Origin.
Ellis est titulaire d'un BS et d'un MS en génie aérospatial de l'USC Viterbi School of Engineering.

## Carrière professionnelle

### Blue Origin
Après l'obtention de son diplôme, Ellis a rejoint Blue Origin à temps plein où il a travaillé sur des composants de fusée imprimés en 3D et a servi comme ingénieur de développement de propulsion sur les propulseurs du système de contrôle d'attitude de la capsule pour équipage, du BE-4 et du New Glenn.
Chez Blue Origin, Ellis est crédité pour avoir apporté en interne l'impression 3D métalllique.

### Relativity Space
En 2015, Ellis a cofondé Relativity Space avec son ancien camarade de classe, Jordan Noone, avec pour mission d'être la première entreprise à lancer une fusée entièrement imprimée en 3D en orbite. Ellis et Noone ont obtenu leur financement initial de 500 000 $ grâce à un courriel sans contact préalable à Mark Cuban. En avril 2018, Cuban a déclaré au Los Angeles Times par e-mail qu'il avait investi dans Relativity parce qu'« ils sont intelligents, innovants, concentrés et continuent à apprendre. » Ellis et Noone faisaient également partie de Y Combinator dans leur cohorte de 2016.
Relativity Space a annoncé son financement de série E de 650 millions de dollars américains à une valorisation de 4,2 milliards de dollars américains en juin 2021.

### Autres activités
Ellis a été sous l'Administration Trump le plus jeune membre du groupe consultatif des utilisateurs du National Space Council en près de deux décennies.